# Al-Khor SC
Al-Khor Sports Club (arabisch نادي الخور الرياضي) ist ein Sportverein aus al-Chaur in Katar. Die Herren-Fußballmannschaft spielt in der höchsten Liga des Landes, der Qatar Stars League. Die Heimspiele spielt die Mannschaft im al-Khawr Stadium aus. Gegründet wurde der Verein 1961 als Al-Taawun, den jetzigen Namen trägt der Verein seit 2002. Die bisher größten Erfolge des Vereins waren die Siege im Sheikh Jassim Cup 2003 und Qatar Crown Prince Cup 2005. 1980 erreichte der Verein, damals unter dem Namen al-Taawun, zum ersten Mal das Finale des Emir of Qatar Cup und verlor mit 2:1 gegen al-Arabi. In der Saison 2006/07 schaffte man erneut den Einzug ins Finale und unterlag im Elfmeterschießen gegen al-Sadd. 2021/2022 stieg die Mannschaft zum ersten Mal in der Vereinsgeschichte in die 2. Liga ab. Nachdem in der darauffolgenden Saison der Aufstieg im verlorenen Relegationsspiel gegen Al-Shamal noch knapp verpasst wurde, gelang 2023/2024 der Meistertitel und die Rückkehr ins Oberhaus.

## Platzierungen
| Saison   | 2004 | 2005 | 2006 | 2007 | 2008 | 2009 | 2010 | 2011 | 2012 | 2013 | 2014 | 2015 | 2016 | 2017 | 2018 | 2019 | 2020 | 2021 | 2022 | 2023 | 2024 |
| -------- | ---- | ---- | ---- | ---- | ---- | ---- | ---- | ---- | ---- | ---- | ---- | ---- | ---- | ---- | ---- | ---- | ---- | ---- | ---- | ---- | ---- |
| Liga     | 1    | 1    | 1    | 1    | 1    | 1    | 1    | 1    | 1    | 1    | 1    | 1    | 1    | 1    | 1    | 1    | 1    | 1    | 1    | 2    | 2    |
| Position | 8    | 3    | 7    | 7    | 7    | 5    | 9    | 9    | 5    | 7    | 11   | 10   | 10   | 11   | 8    | 10   | 11   | 11   | 12   | 2    | 1    |

## Vereinserfolge

### National
- Sheikh Jassim Cup

Gewinner 2003
- Qatar Crown Prince Cup

Gewinner 2005
- Qatar 2nd Division

## Bekannte ehemalige Spieler
- Moumouni Dagano (2008–2010, 2011)
- Pierre-Michel Lasogga (2021–2022)
- Koo Ja-cheol (2021–2022)
- Alejandro Gálvez (2023)

## Trainer
- Bertrand Marchand (2008–2010)
- Alain Perrin (2010–2012)
- László Bölöni (2012–2015)
- Jean Fernandez (2015–2017)
- Bernard Casoni (2018–2019)
- Omar Najhi (2019–2020)
- Frédéric Hantz (2020)
- Winfried Schäfer (2021)
- Andre Lima (2021–2022)
- Sérgio Farias (2022)
- Hicham Jadrane (2022–2023)
- Nabeel Mohammad Anwar (2023)
- Abdullah Mubarak (2024–)